# Francis B. Stockbridge
Francis B. Stockbridge (Bath, 1826. április 9. – Chicago, 1894. április 30.) az Amerikai Egyesült Államok szenátora (Michigan, 1887–1894).